# 草酸钍
草酸钍是一种无机化合物，化学式为Th(C2O4)2。

## 制备
草酸钍可以由硝酸钍和草酸反应沉淀得到，沉淀物为六水合物。
Th(NO3)4+4H2C2O4=Th(C2O4)4↓+4HNO3